# Hauts-Sarts
Le parc d'activités économiques des Hauts-Sarts se situe en grande partie sur la commune de Herstal, sur les hauteurs de Liège, en bordure des autoroutes E40 et E313. Il bénéficie d'une situation favorable, à proximité des grands échangeurs autoroutiers vers Aix-la-Chapelle-Cologne, Bruxelles, Anvers, Maastricht, Luxembourg et Paris. D'une superficie approximative de 450 ha et avec ses 289 entreprises, il s'agit du plus grand zoning de la province de Liège géré par la SPI+[Quoi ?].

## Principales entreprises
- KitoZyme
- Mecamold, filiale de Bridgestone
- Network Research Belgium (NRB)
- Olivia Garden Europe
- Safran Aero Boosters
- Technical Airborne Components Industries (TAC)